# K-10
Mikojan K-10 (AS-2 Kipper, izdielije 352) – radziecki przeciwokrętowy pocisk rakietowy.

## Historia
K-10 został przyjęty do uzbrojenia w 1961 roku wraz z przenoszącym go samolotem Tu-16K-10. Samolot mógł przenosić pojedynczy pocisk podwieszony pod kadłubem. K-10 była napędzany silnikiem turboodrzutowym RD-9K. Rakieta miała kombinowany układ naprowadzania. Pocisk początkowo był naprowadzany bezwładnościowo, a później włączał się aktywny system radiolokacyjny. K-10 mógł być wyposażony w głowice burzącą lub atomową.

## Dane taktyczno-techniczne wersji K-10S
- Masa: 4400 kg
- Długość: 9,5 – 10 m
- średnica kadłuba: 0,9 m
- Rozpiętość skrzydeł: 4,6 – 4,88 m
- Prędkość: 1400 km/h
- Zasięg: 260 km